# Fossarus orbignyi
Fossarus orbignyi är en snäckart som beskrevs av P. Fischer 1864. Fossarus orbignyi ingår i släktet Fossarus och familjen Planaxidae. Inga underarter finns listade i Catalogue of Life.